# Спасск (Седельниковский район)
Спасск — деревня в Седельниковском районе Омской области. Входит в состав Саратовского сельского поселения.

## История
Основана в 1898 году. В 1928 году деревня состояла из 53 хозяйств, основное население — белоруссы. В административном отношении находилась в составе Саратовского сельсовета Седельниковского района Тарского округа Сибирского края.

## Население
| 1926 | 2010 |
| ---- | ---- |
| 329  | ↘0   |

## Улицы
В деревне имеется одна улица — Набережная.